# Демьянов, Георгий Петрович
Георгий Петрович Демьянов (1856—1904) — российский писатель, автор путеводителя по Волге, редактор неофициального отдела «Нижегородских губернских ведомостей».

## Биография
Родился 4 (16) апреля 1856 года в семье помощника лекаря, на Дону (дед и прадед носили фамилию Демьяненко). После окончания гимназии был вольным слушателем в Императорском Казанском университете. Преподавал в четырехклассном училище одного из волжских городов; затем перешёл на службу в Министерство внутренних дел.
С марта 1889 по декабрь 1902 г ода был редактором неофициального отдела «Нижегородских губернских ведомостей». Публиковал очерки и рассказы в периодических изданиях: «Нижегородские губернские ведомости», «Северный вестник», «Новое время», «Нижегородский биржевой листок», «Казанский биржевой листок», «Исторический вестник», «Неделя», «Правда». Автор книг «Путеводитель по Волге» и «По Волге. Очерки»; использовал псевдоним «Волжский странник».
Умер 25 ноября (8 декабря) 1904 года. Был похоронен на Казанском кладбище при Нижегородском Крестовоздвиженском монастыре. В некрологе, появившемся в газетах сразу после похорон, был указан управляющим типографией губернского правления.